# Ꚃ
Ꚃ, ꚃ(즈웨)는 옛 압하스어에서만 쓰이는 키릴 문자로 원순음화된 치경구개 파찰음(/d͡ʑʷ/) 발음을 표기할때 사용한다. 라틴 문자 에시(ʃ)와 비슷하게 생겼다. 현대 정서법에서는 쓰이지 않으며 Ӡә ӡә로 쓴다. 키릴 문자/기타 문자에서 가져왔습니다.